# 安德烈·亞歷山德羅維奇·庫茲涅佐夫

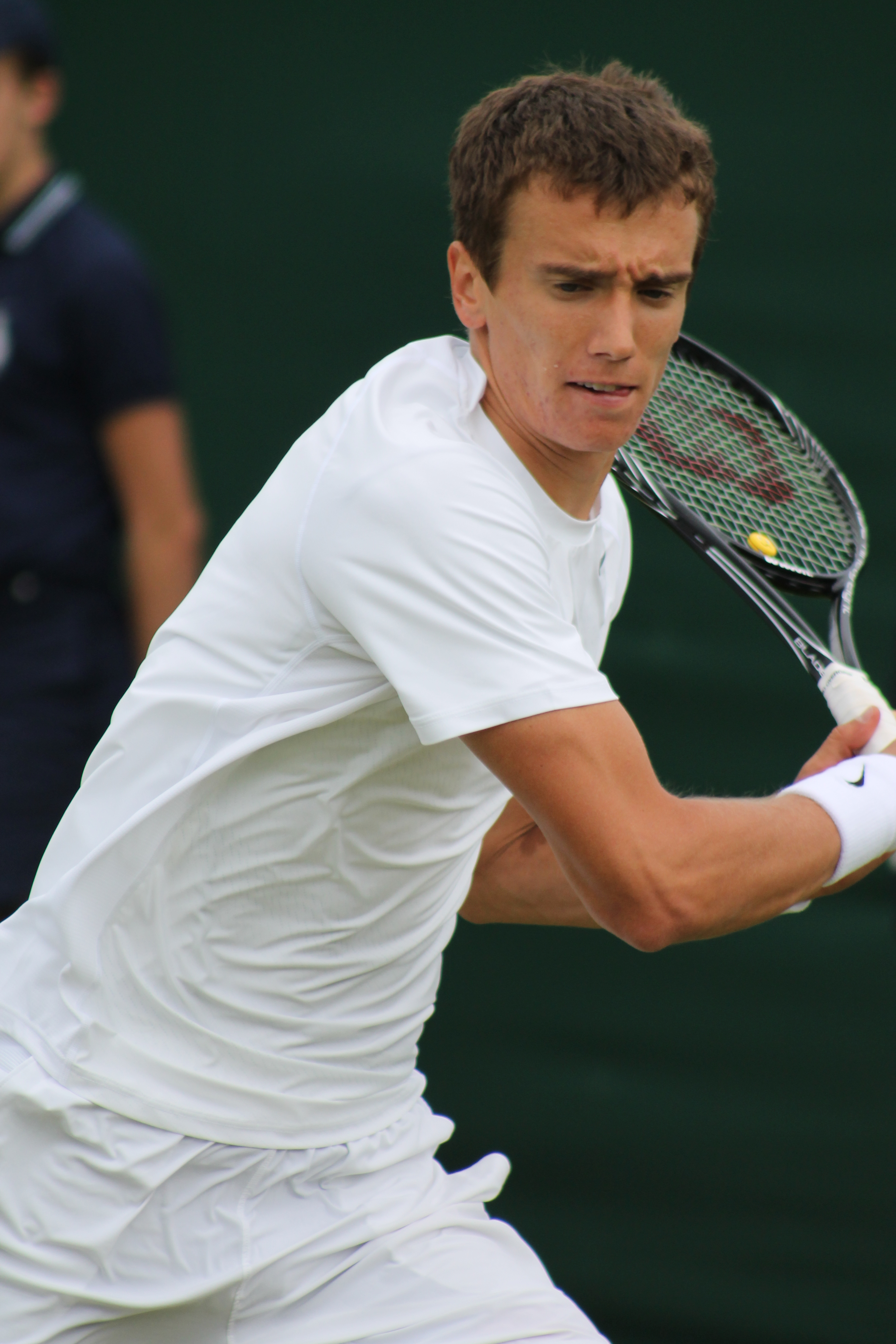
庫茲涅佐夫

安德烈·亚历山德罗维奇·庫茲涅佐夫（俄语：Андре́й Алекса́ндрович Кузнецо́в，羅馬化：Andrey Aleksandrovich Kuznetsov，1991年2月22日—）是俄羅斯男子網球運動員。他在2009年贏得了溫布爾登網球公開賽男子少年的冠軍。2010年他首次開始參加溫網正賽。

## 外部連結
- 安德烈·庫茲涅佐夫（英文/西班牙文）的官方資料
- 安德烈·庫茲涅佐夫的國際網球總會 職業／青少年 官方資料（英文）
- 安德烈·庫茲涅佐夫的官方資料（英文）